# La decisió (telefilm)
La decisió (títol original en alemany, Die Entscheidung) és un telefilm alemany del 2019 dirigida per Peter Stauch. És el quart episodi de la sèrie de l'ARD Doctora al paradís, protagonitzada per Anja Knauer com la doctora Filipa Wagner. Es va estrenar a Alemanya l'11 de gener de 2019 a la franja Endlich Freitag im Ersten. S'ha doblat al valencià per a À Punt, que va emetre'l el 25 d'agost de 2024.
En aquest episodi, per a Filipa no és fàcil veure el doctor Daniels Bucher al costat de Jenny, la seua esposa, que sorprenentment arriba a l'illa després de huit anys acompanyada del doctor que l'ha tractat durant este temps per amnèsia. Isabelle té dificultats amb la seua mare biològica i Daniel està en un dilema: d'una banda, vol tornar a acceptar Jenny i d’una altra, no vol perdre Filipa.
La decisió es va filmar amb el títol provisional de Loslassen juntament amb el tercer episodi El secret del 22 de maig al 18 de juliol de 2018 a Maurici. La pel·lícula va ser produïda per Tivoli Film en col·laboració amb Two Oceans Production.
La primera emissió a ARD, l'11 de gener de 2019, va ser vista per 3,93 milions d'espectadors, cosa que correspon a una quota d'audiència del 15,5%.